# 카자흐스탄의 과학기술
카자흐스탄의 과학 기술 – 카자흐스탄의 과학, 기술, 혁신 발전을 위한 정부 정책.

## 개발 전략

### 카자흐스탄 2030 전략

중앙아시아의 경제 부문별 GDP, 2005년 및 2013년. 출처: UNESCO 과학 보고서: 2030년을 향하여, 그림 14.2

카자흐스탄 2030 전략은 1997년 대통령령으로 채택되었다. 이 전략은 국가 안보와 정치적 안정 외에도 높은 수준의 외국인 투자를 동반한 개방 시장 경제를 기반으로 한 성장과 건강, 교육, 에너지, 교통, 통신, 인프라, 전문 교육에 중점을 둔다.
2010년 첫 번째 중기 이행 계획이 만료된 후, 카자흐스탄은 2020년까지의 두 번째 계획을 발표했다. 이 계획은 산업화 및 인프라 개발을 통한 경제 다각화 가속화, 인적 자원 개발, 주택을 포함한 더 나은 사회 서비스, 안정적인 국제 관계, 안정적인 민족 관계에 중점을 둔다. 2009년 인구 조사에 따르면, 카자흐족은 인구의 63%, 러시아계 민족은 24%를 차지한다. 우즈베크족, 우크라이나족, 벨라루스족, 타타르족을 포함한 소수 민족(3% 미만)이 나머지를 구성한다.
2020년까지의 전략 계획은 산업혁신 가속화를 위한 국가 프로그램(2011−2020)과 교육 발전을 위한 국가 프로그램(2011−2014)이라는 두 가지 프로그램에 의해 뒷받침되며, 이 둘은 2010년 법령으로 채택되었다. 후자는 양질의 교육 접근성을 보장하고 여러 목표를 설정한다. 예를 들어, 2020년까지:
- 중등학교의 90%가 전자 학습 시스템을 사용할 예정
- 교사의 52%가 학사 또는 석사 학위를 소지할 예정
- 모든 중등학교의 수준을 비판적 사고, 자율적 연구, 정보의 심층 분석, 카자흐어, 영어, 러시아어 능력을 장려하는 자국의 나자르바예프 지식 학교 수준으로 향상시킬 예정
- 2016년까지 대학생을 위한 정부 장학금을 25% 증액할 예정
- 정부 보조금 제도로 학위를 마친 학생의 80%가 졸업 1년 후 전공 분야에 고용될 예정

산업혁신 가속화를 위한 국가 프로그램은 경제 다각화와 정부 및 기업 부문 간의 상호 작용을 통해 산업 발전을 더욱 장려하는 환경을 조성하고 우선 경제 부문을 개발함으로써 카자흐스탄의 경쟁력을 향상시키는 데 중점을 둔다. 2020년까지 카자흐스탄의 경제 우선순위는 농업, 광업 및 야금 단지, 에너지 부문, 석유 및 가스, 공학, 정보 통신 기술(ICT), 화학 및 석유화학이었다. 목표에는 다음이 포함된다:
- 2015년까지 국내 연구 지출을 GDP의 1%로 증액
- 국제적으로 인정받는 특허 수를 30개로 증대
- 산업 전문 지식을 갖춘 두 개의 센터, 세 개의 디자인 사무소, 네 개의 기술 단지 개설
- 2014년까지 비원자재 수출 비중을 전체 수출의 최소 40%로 증액
- 2020년까지 제조업의 노동 생산성을 최소 1.5배 증대
- 2020년까지 제조업 부문의 GDP 기여도를 최소 12.5%로 증액

2006년까지 카자흐 기업의 3분의 2가 사유 기업으로 추정된다. 카자흐스탄의 물가는 거의 완전히 시장 기반이며, 은행 및 기타 금융 기관은 이 지역의 다른 어떤 곳보다 훨씬 더 잘 확립되어 있다. 정부는 다양한 부문의 1,000개 이상의 기업 연합인 아타메켄(Atameken)을 통해 민간 기업과 대화할 수 있으며, 1998년에 설립된 외국인 투자자 협의회를 통해 외국인 투자자와 대화할 수 있다. 그럼에도 불구하고 카자흐스탄은 전략 산업에서 국영 기업이 지배적인 국영 주도 자본주의에 여전히 애착을 가지고 있다. 2008년 금융 위기 동안 카자흐스탄 정부는 국영 기업의 민영화를 더욱 추진하기 위해 같은 해에 국부 펀드인 삼루크-카지나(Samruk−Kazyna)를 설립했음에도 불구하고 경제 개입을 늘렸다.
삼루크-카지나는 2008년 카자흐스탄 국영 자산 관리 지주 회사(삼루크)와 지속 가능한 개발 기금(카지나)이라는 두 개의 주식회사가 합병하여 탄생했다. 삼루크-카지나는 우선 경제 부문에 투자를 유치하고 지역 개발을 촉진하며 산업 간 및 지역 간 연결을 강화함으로써 카자흐스탄 경제를 현대화하고 다각화하는 임무를 맡고 있다. 석유 및 가스는 카자흐스탄 수출의 60~70%를 차지한다. 경제예산기획부 산하 무역정책개발센터의 루슬란 술타노프(Ruslan Sultanov) 총재에 따르면, 2013년 유가 하락으로 인한 석유 수입 2% 감소는 카자흐스탄 경제에 12억 달러의 손실을 입혔다. 2013년 가공 제품의 절반 이상(54%)이 벨라루스와 러시아 연방으로 수출되었는데, 이는 2010년 관세 동맹 채택 이전의 44%와 비교된다.

### 카자흐스탄 2050 전략
2012년 12월, 누르술탄 나자르바예프 대통령은 '강한 기업, 강한 국가'라는 슬로건과 함께 카자흐스탄 2050 전략을 발표했다. 이 실용적인 전략은 2050년까지 카자흐스탄을 상위 30개 경제대국에 진입시키기 위한 광범위한 사회경제적 및 정치적 개혁을 제안한다. 2014년 1월 국정 연설에서 대통령은 'OECD 회원국들은 깊은 현대화의 여정을 거쳤다. 그들은 또한 높은 수준의 투자, 연구 개발, 노동 효율성, 사업 기회 및 생활 수준을 보여준다. 이것이 우리 30대 선진국 대열에 진입하기 위한 기준이다.'라고 말했다.
대통령은 대중의 지지를 얻기 위해 전략의 목표를 설명하겠다고 약속하며 '평범한 시민의 복지가 우리의 진보에 가장 중요한 지표가 되어야 한다'고 강조했다. 제도적 차원에서 그는 공정한 경쟁, 정의, 법치주의 분위기를 조성하고 '새로운 반부패 전략을 수립하고 이행할 것'을 약속했다. 지방 정부에 더 많은 자율성을 약속하며 그는 '그들은 대중에게 책임져야 한다'고 상기시켰다. 그는 국영 기업 및 회사에 대한 인사 정책에 능력주의 원칙을 도입하겠다고 약속했다. 대통령은 '국가와 비정부 기구 및 민간 부문 간의 관계를 업데이트할 필요성'을 인정하고 민영화 프로그램을 발표했다. 민영화 대상 국영 기업 목록은 2014년 상반기에 정부와 삼루크-카지나 국부 펀드에 의해 작성될 예정이었다.
2050 전략의 첫 단계는 2030년까지 '현대화 도약'을 이루는 데 중점을 둔다. 목표는 전통 산업을 개발하고 가공 산업 부문을 창출하는 것이다. 싱가포르와 대한민국이 모델로 언급된다. 2050년까지의 두 번째 단계는 엔지니어링 서비스에 의존하는 지식 경제로의 전환을 통해 지속 가능한 발전을 달성하는 데 중점을 둘 것이다. 이 두 번째 단계 동안 전통 부문에서 고부가가치 상품이 생산될 것이다. 지식 경제로의 원활한 전환을 위해 벤처 캐피탈, 지적 재산 보호, 연구 및 혁신 지원, 과학적 결과의 상업화와 관련된 법률 개혁이 있을 것이다. 지식 및 기술 이전은 외국 기업과의 협력을 통해 연구 및 엔지니어링 센터를 설립함으로써 핵심 초점이 될 것이다. 주요 석유 및 가스, 광업 및 제련 부문에서 활동하는 다국적 기업은 필요한 제품 및 서비스를 조달하기 위한 산업을 만들도록 장려될 것이다. 아스타나의 나자르바예프 대학교에 있는 새로운 혁신 지적 클러스터와 알마티의 알라타우 정보 기술 단지와 같은 기술 단지는 강화될 것이다.
2050 전략에서 카자흐스탄은 지식 경제로 진화하는 데 15년이라는 시간을 주고 있다. 각 5개년 계획 기간 동안 새로운 부문이 창출될 것이다. 이 중 첫 번째는 2010년에서 2014년까지로, 자동차 제조, 항공기 공학, 기관차, 승객 및 화물 철도 차량 생산에서 산업 역량 개발에 중점을 두었다. 2019년까지의 두 번째 5개년 계획 동안의 목표는 이러한 제품의 수출 시장을 개발하는 것이다. 카자흐스탄이 지질 탐사 세계 시장에 진입할 수 있도록, 이 나라는 석유 및 가스와 같은 전통적인 채굴 부문의 효율성을 높일 계획이다. 또한 전자 제품, 레이저 기술, 통신 및 의료 장비에 대한 중요성을 고려하여 희토류 금속을 개발할 계획이다. 두 번째 5개년 계획은 중소기업(SMEs)을 위한 비즈니스 2020 로드맵 개발과 일치하며, 이는 지역의 중소기업에 대한 보조금 할당 및 소액 대출을 제공할 것이다. 정부와 기업가 전국 상공회의소는 또한 신생 기업을 돕기 위한 효과적인 메커니즘을 개발할 계획이다.
2050년까지의 후속 5개년 계획 동안에는 모바일, 멀티미디어, 나노 및 우주 기술, 로봇 공학, 유전 공학, 대체 에너지와 같은 분야에서 새로운 산업이 설립될 것이다. 이 나라는 소고기, 유제품 및 기타 농산물의 주요 지역 수출국으로 전환하는 것을 목표로 식품 가공 기업이 개발될 것이다. 수익률이 낮고 물을 많이 소비하는 작물 품종은 채소, 기름 및 사료 제품으로 대체될 것이다. 카자흐스탄 2050 전략은 GDP에서 에너지 수익의 비중을 절반으로 줄이고 2050년까지 비자원 상품이 수출의 70%를 차지하도록 하는 목표를 설정한다. 2030년까지 '녹색 경제'로의 전환의 일환으로, 경작 면적의 15%가 물 절약 기술로 경작될 것이다. 실험적인 농업 및 혁신 클러스터가 설립되고 가뭄에 강한 유전자 변형 작물이 개발될 것이다.
인프라 개발은 우선순위이다. 2014년 1월 국정 연설에서 대통령은 카자흐스탄 도시들을 연결하고 카자흐스탄을 유럽과 아시아를 연결하는 물류 허브로 전환하기 위한 고속도로가 현재 건설 중이라고 말했다. 대통령은 '서유럽-서중국 회랑은 거의 완성되었으며, 투르크메니스탄과 이란으로 향하는 철도 노선이 건설되어 걸프만의 항구로 상품이 접근할 수 있게 된다'고 말했다. '우리는 카자흐스탄 악타우 항구의 수용 능력을 늘리고 수출입 절차를 간소화해야 한다. 완공 시 1,200km 길이의 제즈카즈간-샬카르-베이네우 철도는 카스피해와 서쪽의 코카서스 지역, 그리고 동쪽의 태평양 연안 중국 롄윈강 항구로의 접근을 제공하며 국가의 동서부를 연결할 것이다.'
전통적인 에너지 부문도 개발될 예정이다. 기존의 많은 열 발전소는 이미 에너지 절약 기술을 사용하고 있으며, 청정 에너지 기술을 갖출 것이다. 2017년 엑스포가 개최될 때까지 미래 에너지 및 녹색 경제 연구 센터가 설립될 예정이다. 환경 친화적인 연료 및 전기 차량이 대중교통에 도입될 예정이다. 또한 가스, 디젤 및 항공 연료를 생산하는 새로운 정유소가 설립될 것이다. 세계 최대의 우라늄 매장량을 보유한 카자흐스탄은 증가하는 국가 에너지 수요를 충족시키기 위해 원자력 발전소를 건설할 계획이다.
2014년 2월, 국가 기술 개발청은 이슬람 민간 부문 개발 공사 및 민간 투자자와 중앙아시아 재생 에너지 기금 설립을 위한 협약을 체결했다. 향후 8~10년 동안 이 기금은 재생 및 대체 에너지원의 카자흐스탄 프로젝트에 투자할 예정이며, 초기 기금은 5천만~1억 달러로, 이 중 3분의 2는 민간 및 외국인 투자에서 나올 것이다.
카자흐스탄 2050 전략의 목표 중에는 다음이 있다:
- 카자흐스탄은 2012년 13,000달러에서 2050년까지 1인당 GDP를 60,000달러로 증가시킬 예정이다.
- 도시 인구는 전체의 55%에서 70%로 증가할 예정이며, 2050년까지 도시들은 고품질 도로와 고속 교통(기차)으로 연결될 예정이다.
- 중소기업은 현재 20%에서 2050년까지 GDP의 50%까지 생산할 예정이다.
- 카자흐스탄은 주요 유라시아 의료 관광 중심지가 될 예정이다(보편적 의료 보험 도입 가능성).
- 연간 GDP 성장은 최소 4%에 도달하고, 투자 규모는 18%에서 30%로 증가할 예정이다.
- 비자원 상품은 수출의 70%를 차지하고, GDP에서 에너지의 비중은 절반으로 줄어들 예정이며, 새로운 첨단 기술 부문의 발전을 위해 총 연구 개발 지출(GERD)은 GDP의 3%로 증가할 예정이다.
- '녹색 경제'로의 전환의 일환으로, 2030년까지 경작 면적의 15%가 물 절약 기술로 경작될 예정이다. 농업 과학이 발전할 예정이며, 실험적인 농업 및 혁신 클러스터가 설립될 예정이고, 가뭄에 강한 유전자 변형 작물이 개발될 예정이다.
- 미래 에너지 및 녹색 경제 연구 센터가 2017년까지 가동될 예정이다.
- 나자르바예프 대학교에 지질 학부 클러스터가 2015년까지 설립될 예정이다.

거의 30년간 집권한 후 2019년 3월 퇴임한 나자르바예프 대통령은 2015년 5월 카자흐스탄 2050 전략을 100가지 구체적인 단계로 변환하는 '국가 계획'을 도입했다. 이 단계들은 전문적인 국가 기관 형성, 법치주의, 산업화 및 경제 성장, 정체성 및 단결, 책임 있는 정부 형성이라는 다섯 가지 제도적 개혁 아래 그룹화되어 있다.
국가 계획의 한 가지 예시는 디지털 카자흐스탄 프로그램의 일환으로 2018년 11월에 개장한 아스타나 허브 국제 기술 단지이다.
이 단지의 액셀러레이터 프로그램은 국가 계획의 63단계에서 비롯되었다. 아스타나 허브는 2005년에 설립된 알라타우 혁신 기술 단지와 2015년에 설립된 테크 가든과 함께 이 나라의 세 가지 주요 기술 단지 중 하나이다.

## 과학 및 혁신을 위한 법적 틀
2011년 2월, 카자흐스탄은 과학법을 채택했다. 이 법은 교육, 과학 및 산업을 포괄한다. 이 법은 카자흐스탄 과학자와 외국 과학자를 포함하여 우선 분야에 국가 연구 위원회를 설립하여 카자흐스탄 과학자들이 고위 의사 결정에 참여할 수 있도록 했다. 국가 연구 위원회에서 채택된 결정은 교육과학부 및 관련 부처에서 집행된다. 이 법은 다음 분야를 우선 순위로 정했다: 에너지 연구; 원자재 가공의 혁신 기술; 정보 통신 기술; 생명 과학; 기초 연구. 이 법은 세 가지 연구 자금 지원 흐름을 도입했다:
- 과학 인프라, 재산 및 급여를 지원하는 기본 자금;
- 연구 프로그램을 지원하는 보조금 자금; 그리고
- 전략적 과제를 해결하기 위한 프로그램-목표 자금.

이 자금 지원 체계의 독창성은 공공 연구 기관과 대학이 이 자금을 사용하여 과학 인프라 및 유틸리티, 정보 및 통신 도구에 투자하고 인건비를 충당할 수 있다는 것이다. 자금은 제안 요청 및 입찰을 통해 지급된다.
과학법은 대학 및 연구 기관의 연구 보조금 신청에 대한 동료 심사 시스템을 확립했다. 이러한 경쟁 보조금은 국가 연구 위원회에서 검토한다. 정부는 또한 응용 연구에 대한 자금 지원 비중을 30%로, 실험 개발에 대한 자금 지원 비중을 50%로 늘리고, 기초 연구에는 20%를 남길 계획이다. 이 법은 기업의 연구 지출을 보상하기 위해 법인 소득세를 150% 감면하는 세법 변경을 도입했다. 동시에 이 법은 지적 재산 보호를 확대한다. 또한 공공 및 민간 기업은 연구 결과의 상업화를 장려하고 투자를 유치하기 위해 국가 대출을 받을 수 있다. 과학, 기술 및 혁신과 관련된 프로젝트 및 프로그램 관리의 일관성, 독립성 및 투명성을 보장하기 위해 정부는 2011년 7월 국립 과학 기술 전문가 센터를 설립했다. 주식회사인 이 센터는 국가 연구 위원회를 운영하고, 진행 중인 프로젝트 및 프로그램을 모니터링하고, 그 영향을 평가하며, 프로젝트 데이터베이스를 유지 관리한다.
가속 산업 혁신 개발을 위한 국가 프로그램의 일환으로, 2012년 1월 산업 혁신에 대한 국가 지원을 제공하는 법이 채택되었다. 이 법은 경제의 우선 부문에서 산업 혁신을 위한 법적, 경제적 및 제도적 기반을 확립하고 국가 지원 수단을 식별한다. 같은 프로그램 내에서 산업 및 신기술부는 보조금, 엔지니어링 서비스, 비즈니스 인큐베이터 등을 통해 혁신을 자극하기 위한 산업간 계획을 개발했다.

## 기술 정책

카자흐스탄의 1인당 GDP 및 총 연구 개발 지출(GERD) 대 GDP 비율, 2010–2013년(평균); 비교를 위해 다른 국가들도 표시됨. 출처: UNESCO 과학 보고서: 2030년을 향하여 (2015), 그림 12.4

기술 정책 위원회는 2010년 가속 산업 혁신 개발을 위한 국가 프로그램 내에서 설립되었다. 기술 정책 위원회는 산업 혁신에 대한 국가 정책을 수립하고 이행할 책임이 있다. 2011년에 설립된 국가 기술 개발청은 기술 프로그램과 정부 지원을 조정한다. 이 기관은 예측 활동 및 계획을 수행하고, 프로그램을 모니터링하며, 혁신 프로젝트 및 상업화에 대한 데이터베이스를 유지하고, 관련 인프라를 관리하며, 정보, 교육 및 자금 조달을 위해 국제 기관과 협력한다. 처음 3년(2011–2013) 동안 혁신 정책의 주요 초점은 기술 이전, 기술 현대화, 비즈니스 감각 개발 및 관련 기술 도입을 통해 기업의 효율성을 높이는 것이다. 다음 2년은 제조를 위한 새로운 경쟁력 있는 제품 및 프로세스 개발에 전념할 것이다. 합작 투자를 포함하여 프로젝트 자금 조달 개발에 중점을 둘 것이다. 동시에 세미나 및 전시회와 같은 공개 행사를 조직하여 대중에게 혁신과 혁신가를 알리려는 노력이 이루어질 것이다.
2010년부터 2012년까지 동부, 남부, 북부 카자흐스탄 주(행정 구역)와 수도 아스타나에 기술 단지가 설립되었다. 동부 카자흐스탄 주에는 야금 센터도 설립되었으며, 계획된 카스피해 에너지 허브의 일부가 될 석유 및 가스 기술 센터도 설립되었다. 기술 상업화 센터는 2008년에 설립된 100% 국영 합작 회사인 파라사트 국립 과학 기술 지주 회사(Parasat National Scientific and Technological Holding)의 일부로 설립되었다. 이 센터는 기술 마케팅, 지적 재산 보호, 기술 라이선스 계약 및 스타트업에 대한 연구 프로젝트를 지원한다. 이 센터는 카자흐스탄에서 기술 감사를 수행하고 연구 결과 및 기술 상업화를 규제하는 법적 틀을 검토할 계획이다.

## 연구 자금 지원

### 투자 동향, 2010–2015

중앙아시아의 GDP 성장 동향, 2000−2013년. 출처: UNESCO 과학 보고서: 2030년을 향하여 (2015), 그림 14.1

카자흐스탄은 2013년에 GDP의 0.18%, 2015년에 GDP의 0.17%를 연구 개발(R&D)에 할당했으며, 이는 2005년의 0.28%라는 10년 최고치보다 감소한 수치이다. 경제는 2005년과 2013년 사이에 PPP 5억 9,800만 달러에서 PPP 7억 1,400만 달러로만 증가한 총 연구 개발 지출보다 더 빠르게(2013년에 6% 증가) 성장했다. 경제 성장이 강하게 유지되는 한, 2010년에 채택된 가속 산업 혁신 개발을 위한 국가 프로그램의 야심찬 목표인 2015년까지 국가 연구 개발 지출 수준을 GDP의 1%로 올리기는 어려울 것이다. 카자흐스탄 2050 전략은 2050년까지 GDP의 3%를 연구 개발에 할당하는 목표를 설정한다. 카자흐스탄은 2024년 세계 혁신 지수에서 78위를 기록했다.

2011년에는 기업 부문이 전체 연구의 절반(52%)을, 정부가 4분의 1(25%)을, 고등 교육 기관이 6분의 1(16.3%)을 재정적으로 지원했다. 2007년 이후 기업 부문의 연구 비중은 45%에서 52%로 증가했는데, 이는 주로 전체 지출에서 정부 비중이 37%에서 25%로 감소한 데 따른 것이다. 민간 비영리 부문의 비중은 2007년 겨우 1%에서 2011년 7%로 증가했다. 연구는 여전히 주로 이 나라의 가장 큰 도시이자 옛 수도인 알마티에 집중되어 있으며, 이곳에는 연구 인력의 52%가 거주한다.

중앙아시아의 연구 지출 동향, GDP 대비 백분율, 2001−2013년. 출처: UNESCO 과학 보고서: 2030년 (2015), 그림 14.3

 공공 연구는 주로 연구소에 국한되어 있으며, 대학은 미미한 기여만 한다. 연구소는 교육과학부 산하 국가 연구 위원회로부터 자금을 지원받는다. 그러나 그들의 성과는 시장의 필요와 동떨어진 경향이 있다.
유네스코 통계 연구소의 조사에 따르면, 2012년에 제조업체의 8분의 1(12.5%)만이 혁신 활동에 적극적으로 참여했다. 기업들은 이미 수입 기계 및 장비에 포함된 기술 솔루션을 구매하는 것을 선호한다. 기술과 함께 제공되는 라이선스 및 특허를 구매하는 기업은 4%에 불과하다. 대부분의 산업 기업은 스스로 연구를 수행하지 않지만, 연구 제품에 대한 수요는 증가하는 것으로 보인다. 이는 기업이 1997년에 비해 2008년에 과학 기술 서비스에 4.5배 더 많은 비용을 지출했기 때문이다.
카자흐스탄의 혁신 지출은 2010년과 2011년 사이에 두 배 이상 증가하여 KZT 2,350억(약 16억 미국 달러)에 달했으며, 이는 GDP의 약 1.1%에 해당한다. 이 중 약 11%가 연구 개발에 사용되었다. 이는 선진국의 혁신 지출에서 차지하는 연구 개발 비중이 약 40~70%인 것과 비교된다. 이러한 증가는 이 기간 동안 제품 설계와 새로운 서비스 및 생산 방식 도입이 급증했기 때문이며, 전통적으로 카자흐스탄 혁신 지출의 대부분을 차지했던 기계 및 장비 구매가 감소한 데 따른 것이다. 훈련 비용은 혁신 지출의 2%에 불과했는데, 이는 선진국보다 훨씬 낮은 비중이다.

#### 투자 동향, 2015–2018
2018년까지 R&D 투자는 GDP의 0.12%로 감소했다. 같은 해, 기업 부문은 총 R&D 지출의 43%를 차지했다.

### 과학 기금
2006년, 정부는 과학 개발을 위한 국가 프로그램 2007−2012의 일환으로 민간 투자자와의 협력을 통해 시장 지향적 연구를 장려하기 위해 과학 기금(Science Fund)을 설립했다. 지급된 자금의 약 80%는 연구소로 간다. 이 기금은 총리가 이끄는 정부의 고등 과학 기술 위원회가 지정한 투자 우선 분야의 응용 연구 프로젝트에 대한 보조금 및 대출을 제공한다. 2007−2012년 기간 동안 이들은 다음과 같았다:

중앙아시아 연구원들의 과학 분야별 분포, 2013년. 출처: UNESCO 과학 보고서: 2030년을 향하여 (2015), 그림 14.4

- 탄화수소, 광업 및 제련 부문 및 관련 서비스 분야(37%);
- 생명공학(17%);
- 정보 및 우주 기술(11%);
- 원자력 및 재생 에너지 기술(8%);
- 나노기술 및 신소재(5%);
- 기타(22%).

2007−2012년 과학 개발을 위한 국가 프로그램은 과학 기금이 2010년까지 전체 과학 자금의 25%를 조달해야 한다고 규정했다. 그러나 2008년 금융 위기 이후 정부의 기금 기여는 감소했다. 기금은 무이자 및 세금 면제 대출과 같은 더 유연한 조건을 제공하고 대출 기간을 최대 15년으로 연장함으로써 적응했다. 동시에 카자흐스탄 과학자들은 서구 파트너와 협력하도록 장려되었다.

중앙아시아 연구원의 고용 부문별 분포 (인원수), 2013년. 출처: UNESCO 과학 보고서: 2030년을 향하여 (2015), 그림 14.5

## 교육 및 연구 동향
카자흐스탄은 교육에 키르기스스탄(2014년 GDP의 5.5%)이나 타지키스탄(2014년 GDP의 5.2%)보다 적게 지출한다(2014년 GDP의 2.8%). 고등 교육에 할당된 GDP 비중은 2005년 이후 안정적이지만 미미하다: 2014년 GDP의 0.43%. 그럼에도 불구하고 카자흐스탄은 지난 10년 동안 교육의 질을 향상시키는 데 큰 진전을 이루었다. 이제 2020년까지 모든 중등학교의 수준을 비판적 사고, 자율적 연구, 정보의 심층 분석, 카자흐어, 영어, 러시아어 능력 향상을 목표로 하는 나자르바예프 지식 학교 수준으로 높여 질 높은 교육을 보편화할 계획이다. 카자흐스탄은 국제 교류를 촉진하기 위해 학교와 대학에서 외국어 교육을 보편화하고 있다. 나자르바예프 대학교는 국제 연구 대학으로 설계되었다. 카자흐스탄 정부는 2016년까지 대학 장학금을 25% 증액하기로 약속했다.
2007년에 정부는 3단계 학사, 석사, 박사 학위 시스템을 채택했으며, 이는 점차 소련의 과학 후보 및 과학 박사 시스템을 대체하고 있다. 2010년 카자흐스탄은 볼로냐 과정의 유일한 중앙아시아 회원국이 되었다. 이 과정은 유럽 고등 교육 지역을 만들기 위해 고등 교육 시스템을 조화시키려는 목표를 가지고 있다. 카자흐스탄의 여러 고등 교육 기관(90개 중 90개가 사립)은 유럽 대학 협회(European University Association)의 회원이다.

2013년 또는 가장 가까운 해에 기업 부문에 고용된 카자흐스탄 여성 연구원 비율. 출처: UNESCO 과학 보고서: 2030년을 향하여, 그림 3.4

2013년에 고등 교육 부문은 연구의 31%를 수행했으며, 연구원의 절반 이상(54%)을 고용했다. 카자흐스탄에는 인구 100만 명당 1,046명의 연구원(인원수 기준)이 있었다. 중앙아시아에서는 우즈베키스탄만이 2011년 인구 100만 명당 1,097명으로 더 높은 연구원 밀도를 보였다. 2014년 전 세계 평균은 인구 100만 명당 1,083명의 연구원(풀타임 환산 기준)이었다.
카자흐스탄은 1990년대 초 소련 해체 이후 성 평등을 유지해 왔다. 2013년 카자흐스탄 연구원의 51.5%가 여성이었다. 카자흐스탄 여성들은 의료 및 보건 연구를 지배했으며, 공학 및 기술 분야 연구원의 45-55%를 차지했다. 비즈니스 부문에서는 연구원 두 명 중 한 명이 여성이었다.
표: 중앙아시아에서 취득한 과학 및 공학 박사 학위, 2013년 또는 가장 가까운 해
|                     | 박사 학위 | 박사 학위 | 과학 분야 박사 학위 | 과학 분야 박사 학위 | 과학 분야 박사 학위  | 과학 분야 박사 학위       | 공학 분야 박사 학위 | 공학 분야 박사 학위 | 공학 분야 박사 학위  | 공학 분야 박사 학위       |
|                     | 총계      | 여성 (%)  | 총계                | 여성 (%)            | 인구 100만 명당 총계 | 인구 100만 명당 여성 박사 | 총계                | 여성 (%)            | 인구 100만 명당 총계 | 인구 100만 명당 여성 박사 |
| 카자흐스탄 (2013)   | 110       | 51        | 73                  | 60                  | 4.4                  | 2.7                       | 37                  | 38                  | 2.3                  | 0.9                       |
| 키르기스스탄 (2012) | 499       | 63        | 91                  | 63                  | 16.6                 | 10.4                      | 54                  | 63                  | –                    | –                         |
| 타지키스탄 (2012)   | 331       | 11        | 31                  | –                   | 3.9                  | –                         | 14                  | –                   | –                    | –                         |
| 우즈베키스탄 (2011) | 838       | 42        | 152                 | 30                  | 5.4                  | 1.6                       | 118                 | 27.0                | –                    | –                         |

출처: UNESCO 과학 보고서: 2030년을 향하여 (2015), 표 14.1
참고: 과학 분야 박사 졸업생은 생명 과학, 물리 과학, 수학 및 통계, 컴퓨터를 포함한다. 공학 분야 박사 졸업생은 제조 및 건설도 포함한다. 중앙아시아의 경우, 박사라는 일반 용어는 과학 후보 및 과학 박사 학위도 포괄한다. 투르크메니스탄의 데이터는 이용할 수 없다.
표: 중앙아시아 연구원들의 과학 분야 및 성별 분포, 2013년 또는 가장 가까운 해
|                   |           | 총 연구원 (인원수) | 총 연구원 (인원수) | 총 연구원 (인원수) | 과학 분야별 연구원 (인원수) | 과학 분야별 연구원 (인원수) | 과학 분야별 연구원 (인원수) | 과학 분야별 연구원 (인원수) | 과학 분야별 연구원 (인원수) | 과학 분야별 연구원 (인원수) | 과학 분야별 연구원 (인원수) | 과학 분야별 연구원 (인원수) | 과학 분야별 연구원 (인원수) | 과학 분야별 연구원 (인원수) | 과학 분야별 연구원 (인원수) | 과학 분야별 연구원 (인원수) |
|                   |           | 총 연구원 (인원수) | 총 연구원 (인원수) | 총 연구원 (인원수) | 자연 과학                   | 자연 과학                   | 공학 및 기술                | 공학 및 기술                | 의료 및 건강 과학           | 의료 및 건강 과학           | 농업 과학                   | 농업 과학                   | 사회 과학                   | 사회 과학                   | 인문 과학                   | 인문 과학                   |
|                   | 총 연구원 | 인구 100만 명당    | 여성 수            | 여성 (%)           | 총계                        | 여성 (%)                    | 총계                        | 여성 (%)                    | 총계                        | 여성 (%)                    | 총계                        | 여성 (%)                    | 총계                        | 여성 (%)                    | 총계                        | 여성 (%)                    |
| 카자흐스탄 2013   | 17 195    | 1 046              | 8 849              | 51.5               | 5 091                       | 51.9                        | 4 996                       | 44.7                        | 1 068                       | 69.5                        | 2 150                       | 43.4                        | 1 776                       | 61.0                        | 2 114                       | 57.5                        |
| 키르기스스탄 2011 | 2 224     | 412                | 961                | 43.2               | 593                         | 46.5                        | 567                         | 30.0                        | 393                         | 44.0                        | 212                         | 50.0                        | 154                         | 42.9                        | 259                         | 52.1                        |
| 타지키스탄 2013   | 2 152     | 262                | 728                | 33.8               | 509                         | 30.3                        | 206                         | 18.0                        | 374                         | 67.6                        | 472                         | 23.5                        | 335                         | 25.7                        | 256                         | 34.0                        |
| 우즈베키스탄 2011 | 30 890    | 1 097              | 12 639             | 40.9               | 6 910                       | 35.3                        | 4 982                       | 30.1                        | 3 659                       | 53.6                        | 1 872                       | 24.8                        | 6 817                       | 41.2                        | 6 650                       | 52.0                        |

출처: UNESCO 과학 보고서: 2030년을 향하여 (2015), 표 14.1

## 연구 성과 동향

중앙아시아의 과학 출판물, 톰슨 로이터 웹 오브 사이언스, 과학 인용 색인 확장판에서 분류, 2005–2014년, UNESCO 과학 보고서: 2030년을 향하여 (2015), 그림 14.6

톰슨 로이터의 웹 오브 사이언스(과학 인용 색인 확장판)에 따르면, 중앙아시아의 과학 논문 수는 2005년에서 2014년 사이에 거의 50% 증가했으며, 이 기간 동안 우즈베키스탄을 제치고 이 지역에서 가장 생산적인 과학 출판국이 된 카자흐스탄이 주도했다. 카자흐스탄 과학자들은 물리학을 전문으로 하며, 다음으로 화학이다. 2005년에서 2014년 사이에 카자흐스탄 과학자들은 연간 논문 생산량을 600편으로 세 배 늘렸다. 그들은 2005년에 톰슨 로이터 데이터베이스에 기록된 중앙아시아 논문의 35%를, 2014년에는 56%를 생산했다. 그럼에도 불구하고 생산량은 여전히 미미하다. 2014년 카자흐스탄의 인구 100만 명당 논문 수는 36편이었는데, 이는 키르기스스탄의 100만 명당 15편, 우즈베키스탄의 100만 명당 11편, 타지키스스탄과 투르크메니스탄의 100만 명당 5편과 비교된다.
더 많은 국제 파트너십의 발전이 2008년 이후 과학 인용 색인 확장판에 기록된 카자흐스탄 출판물의 급격한 증가를 설명할 수 있다. 2008년과 2014년 사이에 카자흐스탄 과학자들의 주요 파트너는 러시아인들이었으며, 다음으로 미국, 독일, 영국 및 일본 과학자들이었다.
모든 5개 중앙아시아 공화국의 연구 투자가 지속적으로 낮음에도 불구하고, 국가 개발 전략은 지식 경제와 새로운 첨단 산업 개발에 중점을 두고 있다. 그러나 2008년에서 2013년 사이에 미국 특허청에 등록된 카자흐스탄 특허는 5개에 불과했으며, 우즈베키스탄 발명가들의 3개와 비교되며, 다른 3개 중앙아시아 공화국인 키르기스스탄, 타지키스스탄, 투르크메니스탄은 전혀 없었다.

2008년과 2013년 사이에 중앙아시아인들이 출판한 논문의 누적 총계, 과학 분야별. 출처: UNESCO 과학 보고서: 2030년을 향하여 (2015), 그림 14.6

카자흐스탄은 중앙아시아의 주요 첨단 제품 무역국이다. 카자흐스탄의 수입액은 2008년에서 2013년 사이에 거의 두 배 증가하여 27억 달러에서 51억 달러로 늘었다. 컴퓨터, 전자 제품 및 통신 장비 수입이 급증했다. 이들 제품은 2008년 7억 4,400만 달러, 5년 후 26억 달러의 투자를 나타냈다. 수출 증가는 더 점진적이었으며 – 23억 달러에서 31억 달러로 – 화학 제품(의약품 제외)이 지배적이었다. 이들은 2008년 수출의 3분의 2(15억 달러)와 2013년 83%(26억 달러)를 차지했다.

## 국제 협력
다른 4개 중앙아시아 공화국과 마찬가지로 카자흐스탄은 유럽 안보 협력 기구, 경제 협력 기구, 상하이 협력 기구를 포함한 여러 국제 기구의 회원국이다. 카자흐스탄과 다른 4개 공화국은 또한 아프가니스탄, 아제르바이잔, 중국, 몽골, 파키스탄을 포함하는 중앙아시아 지역 경제 협력 (CAREC) 프로그램의 회원국이다. 2011년 11월, 10개 회원국은 지역 협력 증진을 위한 청사진인 CAREC 2020 전략을 채택했다. 2020년까지 10년간 회원국들의 경쟁력을 향상시키기 위해 교통, 무역 및 에너지 분야의 우선 프로젝트에 500억 달러가 투자되고 있다. 내륙국인 중앙아시아 공화국들은 특히 세계 시장으로의 탄화수소 운송을 복잡하게 만드는 운송 네트워크 및 에너지, 통신 및 관개 시스템을 유지하고 개발하기 위해 협력할 필요성을 인식하고 있다. 카자흐스탄과 투르크메니스탄만이 카스피해와 국경을 접하고 있으며, 어떤 공화국도 해양에 직접 접근할 수 없다.
카자흐스탄은 벨라루스 및 러시아 연방과 함께 2014년 유라시아 경제 연합의 3개 창립 회원국 중 하나이다. 아르메니아와 키르기스스탄도 이후 이 기구에 가입했다. 회원국 간의 과학 기술 협력이 이미 상당하고 법적 문서에 잘 명시되어 있으므로, 유라시아 경제 연합은 공공 연구실이나 학계 간의 협력에 제한적인 추가적 영향을 미칠 것으로 예상되지만, 노동의 자유로운 이동 및 통합 특허 규정을 포함하므로 비즈니스 관계 및 과학적 이동성을 장려할 수 있다.
카자흐스탄은 유라시아 경제 공동체의 전신인 유라시아 경제 공동체가 시작한 두 가지 연구 프로그램에 참여했다. 첫 번째는 혁신 생명공학 프로그램(2011–2015)이다. 이 프로그램에는 벨라루스, 카자흐스탄, 러시아 연방, 타지키스탄이 참여했다. 이 프로그램 내에서 연례 바이오 산업 전시회 및 컨퍼런스에서 상이 수여되었다. 2012년에는 86개의 러시아 기관, 3개의 벨라루스 기관, 1개의 카자흐스탄 기관, 3개의 타지키스탄 기관, 그리고 2개의 독일 과학 연구 그룹이 참여했다. 당시 러시아 연방 유전 및 산업 미생물 선발 국가 연구소(Genetika State Research Institute for Genetics and the Selection of Industrial Micro-organisms)의 과학 이사인 블라디미르 데바보프(Vladimir Debabov)는 바이오 산업 발전의 가장 중요한 중요성을 강조했다. 그는 '오늘날 세계에서는 석유화학에서 재생 가능한 생물학적 자원으로 전환하는 강한 경향이 있다'며 '생명공학은 화학 산업보다 2~3배 빠르게 발전하고 있다'고 말했다.
유라시아 경제 공동체의 두 번째 프로젝트는 2013년 4월 4일 러시아 벤처 회사(정부 펀드 오브 펀드), 카자흐스탄 JSC 국립 기관, 벨라루스 혁신 재단 간의 협정 체결로 혁신 기술 센터 설립이었다. 선정된 각 프로젝트는 3백만~9천만 달러의 자금 지원을 받을 자격이 있으며, 민관 파트너십으로 구현된다. 처음 승인된 몇몇 프로젝트는 슈퍼컴퓨터, 우주 기술, 의학, 석유 재활용, 나노 기술 및 천연 자원의 생태학적 사용에 중점을 두었다. 이러한 초기 프로젝트가 실행 가능한 상업 제품을 만들어내면, 벤처 회사는 이익을 새로운 프로젝트에 재투자할 계획이다. 이 벤처 회사는 순전히 경제적인 구조가 아니다. 또한 세 참여국 간의 공동 경제 공간을 촉진하도록 설계되었다.
카자흐스탄은 또한 유럽 연합이 2013년 9월에 시작한 IncoNet CA 프로젝트에도 참여했다. 이 프로젝트의 목표는 중앙아시아 국가들이 연구 프로젝트에 참여하도록 장려하는 것이다. 특히 유럽 연합의 8번째 연구 및 혁신 자금 지원 프로그램인 호라이즌 2020 내에서 말이다. 이 연구 프로젝트의 초점은 유럽 연합과 중앙아시아 모두에게 상호 관심사로 간주되는 세 가지 사회적 과제, 즉 기후 변화, 에너지 및 건강에 있다. IncoNet CA는 동유럽, 남부 코카서스, 서부 발칸 반도와 같은 다른 지역을 포함했던 이전 프로젝트의 경험을 바탕으로 한다. IncoNet CA는 중앙아시아와 유럽의 연구 시설을 연계하는 데 중점을 둔다. 이 프로젝트에는 오스트리아, 체코, 에스토니아, 독일, 헝가리, 카자흐스탄, 키르기스스탄, 폴란드, 포르투갈, 타지키스탄, 터키, 우즈베키스탄의 파트너 기관 컨소시엄이 참여한다. 2014년 5월, 유럽 연합은 연계된 기관(대학, 기업, 연구소)으로부터 프로젝트 신청을 위한 24개월 공모를 시작했으며, 최대 1만 유로의 자금을 지원하여 서로의 시설을 방문하여 프로젝트 아이디어를 논의하거나 워크숍과 같은 공동 행사를 준비할 수 있도록 했다.
국제 과학 기술 센터 (ISTC)는 1992년 유럽 연합, 일본, 러시아 연방, 미국이 무기 과학자들을 민간 연구 프로젝트에 참여시키고 기술 이전을 촉진하기 위해 설립되었다. ISTC 지부는 협정에 참여한 다음 국가에 설립되었다: 아르메니아, 벨라루스, 조지아, 카자흐스탄, 키르기스스탄, 타지키스탄. ISTC 본부는 러시아 연방이 센터에서 철수한다고 발표한 지 3년 후인 2014년 6월 카자흐스탄의 나자르바예프 대학교로 이전했다.
카자흐스탄은 경제 협력 개발 기구 (OECD)의 회원국은 아니지만, 정부는 2015년 1월 OECD와 '카자흐스탄 정책 및 기관의 야심찬 개혁 세트'를 지원하는 2년 국가 프로그램에 대한 양해각서(MOU)를 체결했다. 이 협력으로 2017년 카자흐스탄에 대한 OECD 혁신 정책 검토 보고서가 발행되었다.
카자흐스탄은 2015년 11월 30일 세계무역기구의 162번째 회원국이 되었다.

## 카자흐스탄의 기술 인큐베이터
2015년에 정부는 자율 클러스터 기금(Autonomous Cluster Fund)을 설립했다. 이 기금은 알라타우 혁신 기술 단지와 테크 가든 혁신 클러스터를 관리하며, 둘 다 유망한 스타트업을 인큐베이팅하고 있다.
총체적으로, 자율 클러스터 기금은 23개 대학, 24개 연구 기관, 개발 기관, 48개 기업, 공동 투자 기금을 포함하여 233개 조직을 그룹화한다.

### 알라타우 혁신 기술 단지
알마티 동쪽 30km 지점에 위치한 이 단지는 소련 시대부터 존재했던 핵물리 연구소에 의해 2005년에 설립되었다. 다음 분야에서 첨단 기술의 카자흐스탄 콘텐츠 비중을 높이기 위해 벤처 캐피탈을 활용하고 있다:
- 스마트 산업 및 신소재;
- 스마트 환경;
- 새로운 에너지원 및 청정 기술;
- 금융 기술 (핀테크);
- 전자상거래; 그리고
- 뉴 미디어.

이 단지에는 카자흐-영국 기술 대학교 및 국제 정보 기술 대학교와 같은 기관의 연구 시설과 제조 단지가 있다.
이 단지는 특별 경제 구역으로 운영된다. 국내외 투자자는 우대 세율을 적용받으며 재산세, 토지세, 법인 소득세 및 사회세가 면제된다. 벤처 캐피탈은 미국 샌프란시스코에 본사를 둔 글로벌 벤처 얼라이언스(Global Venture Alliance)에서 제공한다.
국제 액셀러레이터 프로그램인 Start-up Kazakhstan은 독립국가연합 및 유럽 참가자들에게 열려 있다. 국가 기술 개발청의 다무 기업가 개발 기금과 국가 과학 기금(2006)도 새로운 프로젝트에 대한 재정 지원을 제공한다. 또한 정부는 경쟁 혁신 보조금을 승인했다.

### 테크 가든
테크 가든 혁신 클러스터 또한 동일한 재정적 이점을 가진 특별 경제 구역으로 운영된다. 이곳은 파일럿 프로젝트, 모델 공장 및 연구실을 통해 산업 디지털화를 위한 시험장 역할을 한다. 이곳은 알마티 중심부에서 산업 투자 개발부의 지원을 받아 세 가지 주요 트랙으로 운영되는 스타트업을 위한 국제 액셀러레이터 프로그램인 icoStartup.kz를 운영한다:
산업 4.0: 산업용 사물 인터넷, 로봇 공학 및 자율 시스템, 에너지 효율 및 절약, 적층 제조(3D 프린팅) 및 스마트 물류;
스마트 도시: 빌딩 정보 모델링, 차세대 네트워크 및 데이터 전송, 스마트 운송 및 인프라 및 사회 기술; 그리고
핀테크: 블록체인, 전자상거래 및 디지털 기술.
icoStartup.kz의 스타트업은 IBM(미국) 및 영국 기술 회사인 IntelliSense와 Metalysis와 같은 다국적 기업이 공유하는 연구실을 이용할 수 있다. IntelliSense와의 파트너십을 통해 산업 4.0 연구실은 카자흐스탄 기업이 광업 부문 작업 프로세스의 최대 75%를 디지털화하는 데 도움을 준다. Metalysis와 함께 테크 가든은 카자흐스탄의 원자재로부터 3D 파우더 및 합금을 생산하는 방법을 탐색하고 금속 파우더 생산을 위한 파일럿 프로젝트를 진행하는 R&D 센터를 설립하고 있다. 이 분야에는 아직 명확한 선두 주자가 없으므로, 이 분야는 몇 년 안에 카자흐스탄의 수출 틈새 시장이 될 수 있다.
한 가지 목표는 스타트업이 유라시아 경제 연합 및 기타 시장에 접근할 수 있도록 하는 것이다. 테크 가든 사무실은 실리콘 밸리(미국)와 러시아 연방의 스콜코보 및 노보시비르스크 기술 단지에 개설되었다. 혁신적인 스타트업은 알마티와 실리콘 밸리에서 멘토링 프로그램에 참여할 기회를 얻는다.
테크 가든은 각 스타트업에 최대 10만 달러를 투자한다. 2020년까지 거의 500개의 혁신적인 스타트업에 자금을 지원하고 최소 50개의 첨단 기술 및 수출 지향 기업을 인큐베이팅할 계획이다. 자금은 글로벌 벤처 얼라이언스(GVA Alatau Fund)와의 합작 투자를 통해 제공된다.

## 기술 행사
2021년 11월, 카자흐스탄 디지털 개발, 혁신 및 항공우주 산업부와 아스타나 허브는 IT 솔루션 분야의 카자흐어 및 콘텐츠 개발을 촉진하기 위한 방안으로 카즈 스타트업 배틀(Qaz Startup Battle)을 개최했다.